# 14 Dywizja Zmechanizowana (Bundeswehra)
14 Dywizja Zmechanizowana (niem. 14. Panzergrenadierdivision „Hanse“ , 14. PzGrenDiv) – zmechanizowany związek taktyczny Bundeswehry z dowództwem w Neubrandenburgu. Dywizja sformowana została 3 października 1990, a rozformowana 31 grudnia 2008. Obejmowała swoim zasięgiem kraje związkowe leżące na wybrzeżu, tj. Szlezwik-Holsztyn oraz Meklemburgia-Pomorze Przednie, a podporządkowana była Wielonarodowemu Korpusowi Północno-Wschodniemu w Szczecinie.

## Zadania
Dywizja spełniała szeroki zakres działań. Oprócz szkolenia osób pełniących podstawową służbę wojskową, żołnierzy służby okresowej i żołnierzy zawodowych, dowództwo dywizji planowało i kierowało dużymi jednostkami narodowymi i wielonarodowymi, m.in. w ramach misji pokojowych ONZ, sojuszu NATO i obrony narodowej.

## Historia
Dywizja sformowana została 3 października 1990. Na bazie rozformowanych dywizji Nationale Volksarmee NRD: 8 Zmotoryzowanej Dywizji Strzelców (8. Mot.-Schützendivision) 9 Dywizji Pancernej (9. Panzerdivision) i 1 Zmotoryzowanej Dywizji Strzelców (1. Mot.-Schützendivision) i sformowano odpowiednio 40 Brygadę Obrony Terytorialnej (Heimatschutzbrigade 40), 41 Brygadę Obrony Terytorialnej (Heimatschutzbrigade 41) oraz 42 Brygadę Obrony Terytorialnej (Heimatschutzbrigade 42).  W 1991 sformowano wojska do 8 Dowództwa Okręgu Wojskowego (Wehrbereichskommando VIII), a w miejsce poradzieckich transporterów opancerzonych wprowadzono do dywizji niemiecki bojowy wóz piechoty Marder 1.
W 1995 zmieniono nazwę dywizji na 8 Dowództwo Okręgu Wojskowego/14 Dywizja Zmechanizowana (Wehrbereichskommando VIII/14. Panzergrenadierdivision), a brygady obrony terytorialnej przeformowano w 40 Brygadę Zmechanizowaną, 41 Brygadę Zmechanizowaną i 42 Brygadę Pancerną. W 1997 42 Brygada Pancerna z Poczdamu została podporządkowana 13 Dywizji Zmechanizowanej (13. Panzergrenadierdivision). W zamian za to dywizji podporządkowano 18 Brygadę Pancerną (Panzerbrigade 18 „Holstein“) z Neumünster. W 1998 zmieniono nazwę dywizji na 14. Panzergrenadierdivision „Hanse“. W tym samym roku 1 grudnia podjęto współpracę partnerską z miastem Neubrandenburg.
W 2001 rozformowano 40 Brygadę Zmechanizowaną (Panzergrenadierbrigade 40 „Mecklenburg“). W związku z planowaniem rozformowania dywizji, w roku 2007 41 Brygada Zmechanizowana podporządkowana została 13 Dywizji Zmechanizowanej (13. Panzergrenadierdivision) w Lipsku a pozostałe oddziały wojskowe rozformowano. Pozostałym jednostkom wchodzącym w skład dywizji w 2008 zmieniono podporządkowanie. I tak 6 batalion rozpoznawczy (Aufklärungsbataillon 6) podporządkowano 41 Brygadzie Zmechanizowanej (Panzergrenadierbrigade 41), łącznie z jednostkami wchodzącymi w jego skład: 70 pancerną kompanią rozpoznawczą (Panzeraufklärungskompanie 70) i 400 pancerną kompanią rozpoznawczą (Panzeraufklärungskompanie 400) z Eutina. 801 batalion łączności (Fernmeldebataillon 801) podporządkowano 41 Brygadzie Zmechanizowanej, a 610 batalion łączności (Fernmeldebataillon 610) przeniesiono do Prenzlau i podporządkowano Wielonarodowemu Korpusowi Północno-Wschodniemu w Szczecinie. Od 2 maja 2008 14 orkiestra wojsk lądowych (Heeresmusikkorps 14) podporządkowana została Centrum Orkiestr Wojskowych Bundeswehry (Zentrum Militärmusik der Bundeswehr). 18 Brygada Pancerna (Panzerbrigade 18 „Holstein“) z Boostedt została oficjalnie rozformowana 19 czerwca 2008.

## Oznaka rozpoznawcza
Oznaka dywizji przedstawia na żółto-czerwono-biało-niebieskim polu orła z herbu Brandenburgii ale nie w kolorze czerwonym tylko czarnym, podobnym do orła z herbu Prus. Kolory pola oznaczają kraje związkowe, w których niegdyś stacjonowały podległe jej jednostki, tj.: Szlezwik-Holsztyn, Meklemburgia-Pomorze Przednie oraz Brandenburgia.

## Motto
Ostatnie motto dywizji brzmiało: „Für den Einsatz ausbilden, im Einsatz bestehen“ (pl. „Szkolić do misji, osiągać sukcesy w misji”). Dywizja nazywała siebie także „Das Heer im Norden“ (pl. „Armia Północy”).

## Struktura organizacyjna
Organizacja w 2008:
- dowództwo dywizji – Neubrandenburg

## Wyposażenie
Dywizja w roku 1999 wyposażona była w następujący sprzęt:
- ok. 265 czołgów typu Leopard 1 i Leopard 2
- ok. 265 bojowych wozów piechoty Marder 1
- 80 dział przeciwlotniczych Gepard i systemów przeciwlotniczych Roland
- 50 bojowych wozów rozpoznawczych typu Luchs
- 100 artylerii samobieżnej typu M109 SPH oraz haubic typu FH70
- 30 wyrzutni rakiet M270 MLRS i LARS
- 20 niszczycieli czołgów Jaguar 1
- 20 ustawiaczy min Skorpion
- kołowe transportery opancerzone TPz 1 Fuchs
- mosty towarzyszące
- przeciwpancerne pociski kierowane Milan
- samobieżne haubicoarmaty Panzerhaubitze 2000

## Misje
W roku 1997 i 1998 dywizja brała udział w misji w Bośni i Hercegowinie w ramach czwartego kontyngentu SFOR. Rok później wojska dywizji przeniesiono do Kosowa w ramach drugiego kontyngentu KFOR. W 2001 kolejna misja w ramach 3 kontyngentu SFOR/KFOR na Półwyspie Bałkańskim. W sierpniu 2002 dywizja pomagała podczas powodzi. W 2003 i 2004 wojska dywizji po części stacjonowały na Bałkanach i w Afganistanie w ramach ISAF. 

## Dowództwo
| Lp. | Imię i nazwisko                        | Okres                                  |
| --- | -------------------------------------- | -------------------------------------- |
| 1.  | generał major Ruprecht Haasler         | 3 października 1990 – 30 września 1994 |
| 2.  | generał major Hans-Peter von Kirchbach | 1 października 1994 - 1998             |
| 3.  | generał major Friedrich Riechmann      | 1998 – styczeń 2001                    |
| 4.  | generał major Wolfgang Korte           | styczeń 2001 – 1 września 2002         |
| 5.  | generał major Christian Trull          | 1 września 2002 – styczeń 2005         |
| 6.  | generał major Günter Weiler            | sierpień 2005 – 30 kwietnia 2006       |
| 7.  | generał major Bruno Kasdorf            | 1 maja 2006 – 14 grudnia 2006          |
| 8.  | generał brygady Peter Goebel           | 15 grudnia 2006 – 31 grudnia 2008      |